# Мятеж в Тунчжоу

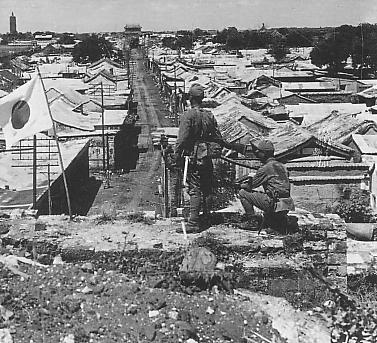
Японские солдаты на стенах Тунчжоу

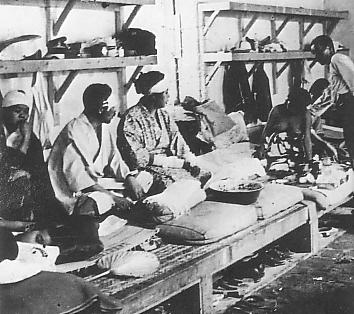
Японские граждане, выжившие после резни в Тунчжоу

Мятеж в Тунчжоу (яп. 通州事件, кит. упр.  通州事件, пиньинь Tōngzhōu Shìjiàn) — нападение, совершённое на японских солдат и мирных жителей 29 июля 1937 года в Тунчжоу (ныне — район Пекина) военнослужащими Восточно-Хэбэйской армии.
В 1935 году Японская империя организовала создание на оккупированной ею восточной части провинции Хэбэй марионеточного государства, которое получило название «Антикоммунистическое автономное правительство Восточного Цзи». Столицей этого «государства» был небольшой городок Тунчжоу, находящийся к юго-востоку от Бэйпина (так тогда назывался Пекин). В июле 1937 года перед стенами Тунчжоу разместились лагерем около 800 солдат 29-й армии НРА, подчинённые генералу Сун Чжэюаню, которые, несмотря на протесты командующего японским гарнизоном, отказались уйти. Японцы не знали, что Сун Чжэюань достиг договорённости с главой Восточного Цзи Инь Жугэном, который рассчитывал использовать помощь гоминьдановских войск, чтобы освободиться от японского контроля.
27 июля командующий японскими войсками потребовал от солдат Сун Чжэюаня разоружиться. Когда они отказались — начались боевые действия. Уступающие в численности и огневой мощи, зажатые между японскими войсками и городской стеной китайские солдаты находились в ловушке, однако их готовность к самопожертвованию произвела такое сильное впечатление на солдат, воевавших на японской стороне 1-го и 2-го корпуса Восточно-Хэбэйской армии, что те отказались идти в атаку. Вечером 28 июля японцы начали артиллерийский обстрел их казарм. Ночью 28 июля около 5.000 человек из состава 1-го и 2-го корпусов Восточно-Хэбэйской армии взбунтовались и повернули оружие против японцев. Помимо японских военнослужащих, убитыми оказались также 250 японских гражданских лиц (в основном резервисты, включая полицейских и бывших тогда японскими гражданами корейцев). Японские источники утверждают, что большинство женщин было изнасиловано и убито извращёнными способами. Удалось спастись лишь 60 японским гражданским лицам. Большая часть города была уничтожена в ходе боёв.
Эта резня шокировала японское общественное мнение, и была использована в качестве оправдания для наращивания японского военного присутствия в районе Бэйпина с целью защиты жизни и имущества японских граждан.